# Pawło Wasyńczuk

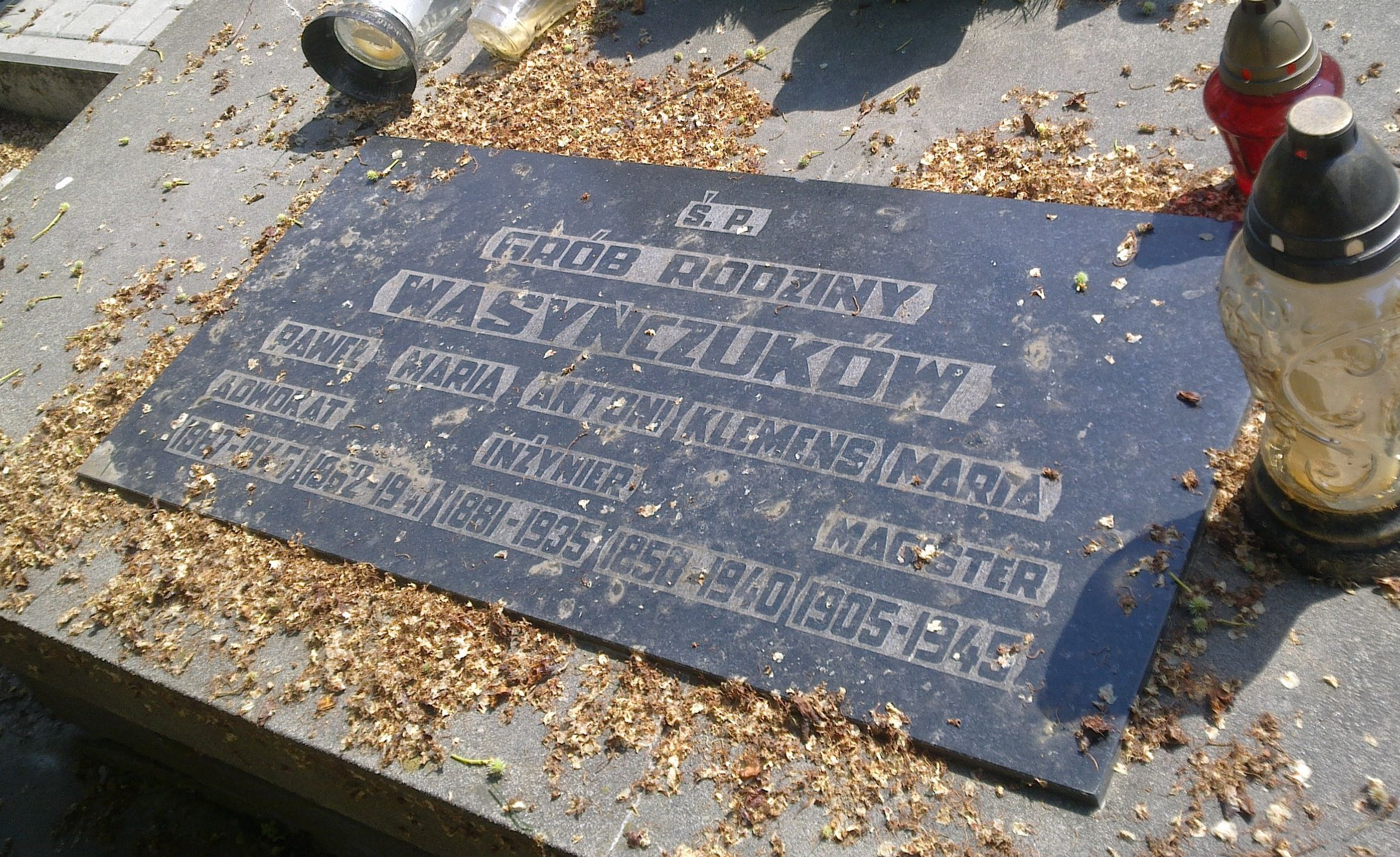
Grób rodziny Wasyńczuków (w tym Pawło Wasyńczuka i jego brata, Antona) na cmentarzu przy ul. Lwowskiej w Chełmie

Pawło Wasyńczuk, ukr. Павло Васиньчук (ur. 2 sierpnia 1893 w Chełmie, zg. 5 maja 1944 tamże) – ukraiński działacz społeczny na Chełmszczyźnie, polityk, prawnik, ekonomista.
Pochodził z rodziny mieszczan-rolników Kłymentija (Klemensa) i Marii z domu Dżaman. Ukończył prawo i ekonomię na Uniwersytecie Kijowskim. Po rewolucji lutowej i obaleniu caratu w 1917 uczestniczył w organizacji władz Ukraińskiej Centralnej Rady w Kijowie, pracował w Ministerstwie Aprowizacji Ukraińskiej Republiki Ludowej. W 1918 został rządowym pełnomocnikiem nadzwyczajnym do Międzypaństwowej Komisji Repatriacyjnej w Kowlu. W 1919, po zajęciu miasta przez Wojsko Polskie aresztowany, spędził kilka miesięcy w więzieniu, po uwolnieniu powrócił do Chełma. W 1920 rozpoczął wydawanie tygodnika Nasze Żyttia.
Jeden z twórców Bloku Mniejszości Narodowych przed wyborami do Sejmu i Senatu w 1922. Z listy bloku uzyskał mandat poselski w okręgu nr 26. Współzałożyciel Ukraińskiego Zjednoczenia Socjalistycznego (Sel-Sojuz). W grudniu 1924 pozbawiony mandatu w związku z oskarżeniem o działalność antypaństwową.
W październiku 1926 na krótko przystąpił do Sel-Robu. W przeciwieństwie do większości działaczy, zbliżających organizację do Komunistycznej Partii Zachodniej Ukrainy (KPZU), prezentował stanowisko antysowieckie. Przez pewien czas był przewodniczącym Komitetu Okręgowego Sel-Rob w Chełmie. Z organizacji został usunięty decyzją KC Sel-robu. Odtworzył wówczas, wraz z bratem Antonem, Sel-Sojuz i w 1927 rozpoczął wydawanie tygodnika Selanśkyj Szlach. W wyborach parlamentarnych 1928 roku wszedł ponownie do Sejmu z listy państwowej Bloku Mniejszości Narodowych. Członek Ukraińsko-Białoruskiego Klubu Sejmowego. Po rozwiązaniu Sejmu i Senatu w 1930 działał w ukraińskich organizacjach społecznych.
W 1944 przedstawiciel emigracyjnego rządu Ukraińskiej Republiki Ludowej w Chełmie i jego łącznik z polskim podziemiem. Zamordowany w niewyjaśnionych okolicznościach w 1944.
Młodszy brat Antona Wasyńczuka.